# 1996年アトランタオリンピックのスペイン選手団
1996年アトランタオリンピックのスペイン選手団（1996ねんアトランタオリンピックのスペインせんしゅだん）は、1996年7月19日から8月4日にかけてアメリカ合衆国のジョージア州アトランタで開催された1996年アトランタオリンピックのスペイン選手団、およびその競技結果。

## 概要
今大会は金メダル5個、銀メダル6個、銅メダル6個の合計17個のメダルを獲得した。

## メダル
| メダル | 選手名                   | 競技   | 種目                     |
| ------ | ------------------------ | ------ | ------------------------ |
| 金     | ミゲル・インドゥライン   | 自転車 | 男子個人タイムトライアル |
| 銀     | フェルミン・カチョ       | 陸上   | 男子1500m                |
| 銀     | アブラハム・オラーノ     | 自転車 | 男子個人タイムトライアル |
| 銀     | エルネスト・ペレス       | 柔道   | 男子95kg超級             |
| 銅     | ヴァレンティ・マッサナ   | 陸上   | 男子50km競歩             |
| 銅     | ヨランダ・ソレル         | 柔道   | 女子48kg以下級           |
| 銅     | イサベル・フェルナンデス | 柔道   | 女子56kg以下級           |